# Kotkatsalo (ö i Mellersta Finland)
Kotkatsalo är en ö i Finland. Den ligger i sjön Päijänne och i kommunen Luhango i den ekonomiska regionen  Joutsa ekonomiska region  och landskapet Mellersta Finland, i den södra delen av landet, 180 km norr om huvudstaden Helsingfors. Öns area är 30,9 hektar och dess största längd är 1 kilometer i nord-sydlig riktning.